# HMS Trespasser
HMS Trespasser (P312) – brytyjski okręt podwodny należący do trzeciej grupy brytyjskich okrętów podwodnych typu T. Został zbudowany jako P312 w stoczni Vickers-Armstrongs w Barrow. Zwodowano go 29 maja 1942. Jak dotychczas był jedynym okrętem Royal Navy noszącym nazwę „Trespasser”.
Był jednym z dwóch jednostek typu T, które zostały zbudowane bez działa przeciwlotniczego Oerlikona kal. 20 mm (drugim był HMS „P311”).

## Służba
„Trespasser” służył na kilku teatrach wojennych: przybrzeżnych wodach Wysp Brytyjskich, Morzu Śródziemnym i na Dalekim Wschodzie. W czasie patrolu w Zatoce Lyonu wystrzelił trzy torpedy w kierunku martwego wieloryba, który pomyłkowo uznany został za wrogi okręt podwodny. Zaatakował także niemiecki pomocniczy okręt patrolowy Uj 6073 / „Nimeth Allah”, ale nie trafił go. Udało mu się zatopić ogniem artyleryjskim włoski pomocniczy okręt patrolowy V8 / „Filippo”. Po przeniesieniu na Daleki Wschód storpedował i zatopił japońską pomocniczą kanonierkę „Eifuku Maru” w pobliżu wybrzeży Birmy.
Przetrwał wojnę i pozostawał dalej w służbie. Sprzedany na złom w Gateshead 26 września 1961.